# Çaylı (ort i Azerbajdzjan, Goygol Rayon)
Çaylı (ryska: Чайлы) är en ort i Azerbajdzjan.   Den ligger i distriktet Xanlar Rayonu, i den centrala delen av landet, 290 km väster om huvudstaden Baku. Çaylı ligger 516 meter över havet och antalet invånare är 875.
Terrängen runt Çaylı är kuperad åt sydost, men åt nordväst är den platt. Runt Çaylı är det ganska tätbefolkat, med 65 invånare per kvadratkilometer.. Närmaste större samhälle är Ganja, 16,1 km nordväst om Çaylı.
Trakten runt Çaylı består i huvudsak av gräsmarker.